# Полстяной (хутор)
Полстяной — хутор в Зимовниковском районе Ростовской области.
Входит в состав Мокрогашунского сельского поселения.

## География
На хуторе имеется одна улица: Рабочая.

## Население
Динамика численности населения
| 1926 | 2002 |
| ---- | ---- |
| 476  | 129  |

| 2010 |
| ---- |
| 76   |